# Microgale thomasi
Microgale thomasi is een zoogdier uit de familie van de tenreks (Tenrecidae). De wetenschappelijke naam van de soort werd voor het eerst geldig gepubliceerd door Charles Immanuel Forsyth Major in 1896.

## Voorkomen
De soort is endemisch in Madagaskar, waar hij voorkomt in het oosten van het land.